# Liste von Burgen, Schlössern und Festungen im Département Côtes-d’Armor
Die Liste von Burgen, Schlössern und Festungen im Département Côtes-d’Armor listet bestehende und abgegangene Anlagen im Département Côtes-d’Armor auf. Das Département zählt zur Region Bretagne in Frankreich.

Wappen des Départements Côtes-d’Armor (22)
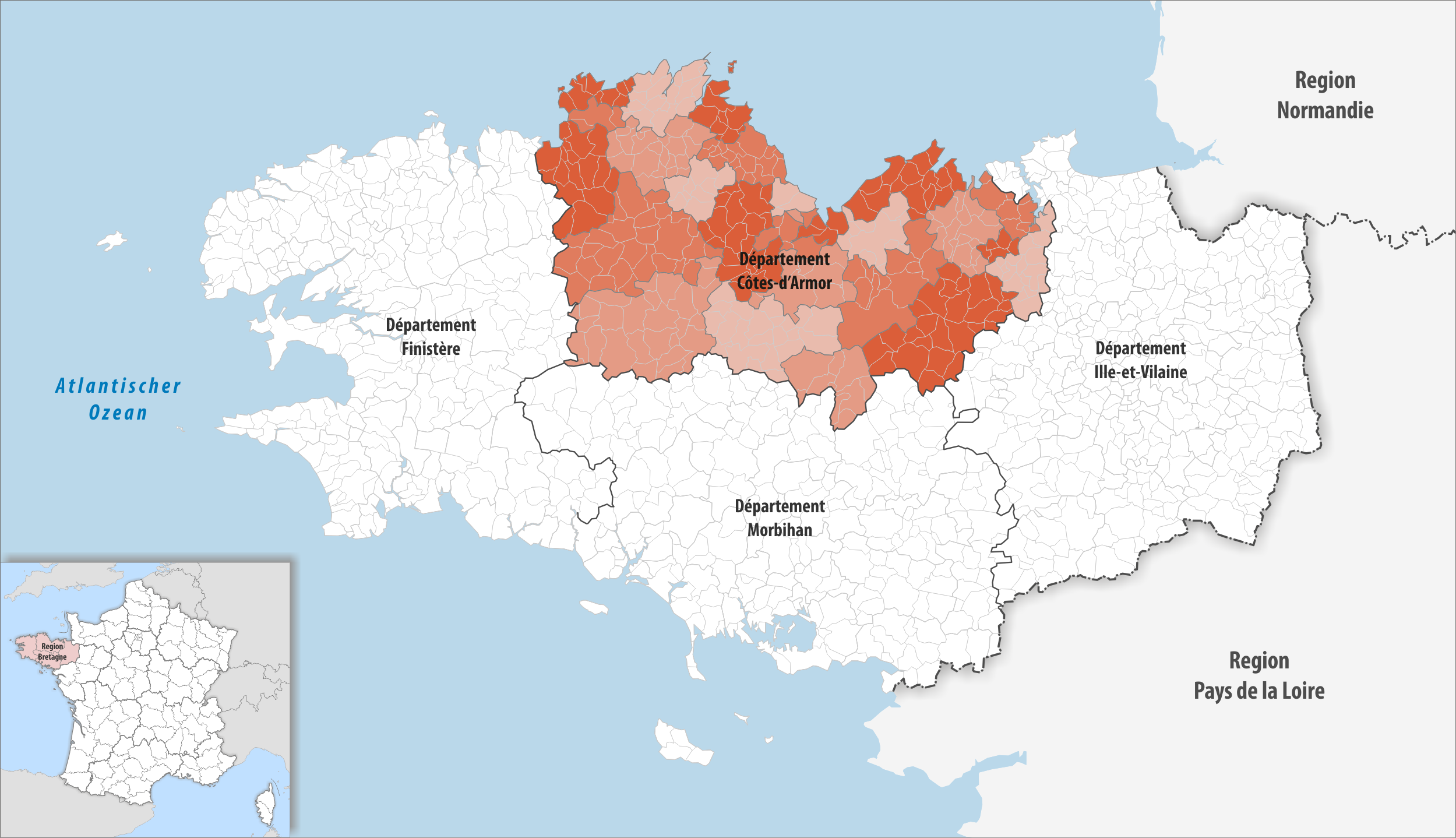
Lage des Départements Côtes-d’Armor in der Region Bretagne
Lage der Region Bretagne in Frankreich

## Liste
Bestand am 17. Dezember 2022: 132
| Name deu / fra                                                   | Gemeinde / Lage                               | Typ (Untertyp)       | Bemerkungen                                                                | Bild |
| ---------------------------------------------------------------- | --------------------------------------------- | -------------------- | -------------------------------------------------------------------------- | ---- |
| Herrenhaus Les Alleux Manoir des Alleux                          | Taden                                         | Schloss (Herrenhaus) |                                                                            |      |
| Schloss L’Argentaye Château de l'Argentaye                       | Saint-Lormel 48,541588° N, 2,222382° W        | Schloss              |                                                                            |      |
| Schloss Les Aubiers Château des Aubiers                          | Hillion 48,498941° N, 2,666695° W             | Schloss              |                                                                            |      |
| Herrenhaus La Bage de Trégouèt Manoir de La Bage de Trégouèt     | Corseul 48,476921° N, 2,162504° W             | Schloss (Herrenhaus) |                                                                            |      |
| Schloss Le Beau-Chêne Château du Beau-Chêne                      | Quessoy                                       | Schloss              |                                                                            |      |
| Schloss Beaubois Château de Beaubois                             | Bourseul 48,42945° N, 2,275946° W             | Schloss              |                                                                            |      |
| Schloss Le Beauchêne Château du Beauchêne (Beauchesne)           | Langrolay-sur-Rance 48,555383° N, 2,004611° W | Schloss              |                                                                            |      |
| Schloss Beaumanoir Château de Beaumanoir                         | Evran 48,392481° N, 1,986821° W               | Schloss              |                                                                            |      |
| Schloss Beaumont Château de Beaumont                             | Guitté 48,576545° N, 2,091144° W              | Schloss              |                                                                            |      |
| Schloss Beaussais Château de Beaussais                           | Trégon 48,576417° N, 2,174508° W              | Schloss              | Heute ein Hotel                                                            |      |
| Herrenhaus Belêtre Manoir de Belêtre                             | Beaussais-sur-Mer                             | Schloss (Herrenhaus) |                                                                            |      |
| Schloss La Bellière Château de la Bellière                       | La Vicomté-sur-Rance 48,495215° N, 1,97093° W | Schloss              |                                                                            |      |
| Schloss Bienassis Château de Bienassis                           | Erquy 48,58819° N, 2,487288° W                | Schloss              |                                                                            |      |
| Schloss Bily Château Bily                                        | Ploufragan 48,509874° N, 2,797843° W          | Schloss              | Abgegangen                                                                 |      |
| Schloss Bogar Château de Bogar                                   | Quessoy 48,405802° N, 2,637706° W             | Schloss              |                                                                            |      |
| Schloss Le Bois de la Motte Château du Bois de la Motte          | Pleslin-Trigavou 48,518594° N, 2,089494° W    | Schloss              |                                                                            |      |
| Schloss Le Bois de la Salle Château du Bois de la Salle          | Pléguien 48,623073° N, 2,927513° W            | Schloss              |                                                                            |      |
| Herrenhaus Boisfeuillet Manoir de Boisfeuillet                   | Pluduno                                       | Schloss (Herrenhaus) |                                                                            |      |
| Schloss Caradeuc Château de Caradeuc                             | Plouasne 48,293689° N, 1,958502° W            | Schloss              |                                                                            |      |
| Schloss Catuelan Château de Catuelan                             | Hénon 48,404135° N, 2,672296° W               | Schloss              |                                                                            |      |
| Schloss La Caunelaye Château de La Caunelaye                     | Plancoët 48,495909° N, 2,206317° W            | Schloss              |                                                                            |      |
| Herrenhaus und Turm Cesson Manoir et Tour de Cesson              | Saint-Brieuc 48,528876° N, 2,722915° W        | Schloss (Herrenhaus) | Herrenhaus sowie – nur wenig entfernt – die Ruine eines Burgturms (Donjon) |      |
| Schloss Chalonge Château de Chalonge                             | Trévron 48,196017° N, 2,825868° W             | Schloss              |                                                                            |      |
| Burg Coatmen Château de Coat Men                                 | Tréméven 48,665208° N, 3,037064° W            | Burg                 | Ruine                                                                      |      |
| Schloss Coat-an-Noz Château de Coat-an-Noz                       | Belle-Isle-en-Terre 48,515538° N, 3,392751° W | Schloss              |                                                                            |      |
| Schloss Le Coat-Caric Château du Coat-Caric                      | Plestin-les-Grèves                            | Schloss              |                                                                            |      |
| Schloss Coatcouraval Château de Coat-Couraval                    | Glomel 48,204498° N, 3,35583° W               | Schloss              |                                                                            |      |
| Burg Coatfrec Château de Coatfrec                                | Ploubezre 48,708953° N, 3,422156° W           | Burg                 | Ruine                                                                      |      |
| Schloss Coatilliau Château de Coatilliau                         | Ploubezre 48,71669° N, 3,448506° W            | Schloss              |                                                                            |      |
| Schloss Coëtando Château de Coëtando                             | Lanrodec                                      | Schloss              |                                                                            |      |
| Burg Coëtquen Château de Coëtquen                                | Saint-Hélen 48,471435° N, 1,937864° W         | Burg                 | Ruine                                                                      |      |
| Schloss La Conninais Château de la Conninais                     | Taden 48,46584° N, 2,045238° W                | Schloss              |                                                                            |      |
| Burg Corlay Château de Corlay                                    | Corlay 48,318458° N, 3,060625° W              | Burg                 | Ruine                                                                      |      |
| Schloss Costaérès Château de Costaérès                           | Trégastel 48,835213° N, 3,492514° W           | Schloss              |                                                                            |      |
| Herrenhaus La Coudraie Manoir de la Coudraie                     | Beaussais-sur-Mer                             | Schloss (Herrenhaus) |                                                                            |      |
| Schloss Couëllan Château de Couëllan                             | Guitté 48,282358° N, 2,146423° W              | Schloss              |                                                                            |      |
| Herrenhaus Coat-Nevenez Manoir de Coat-Nevenez                   | La Roche-Jaudy                                | Schloss (Herrenhaus) | 1944 zerstört                                                              |      |
| Herrenhaus Coutances Manoir de Coutances                         | Taden                                         | Schloss (Herrenhaus) |                                                                            |      |
| Schloss Craffault Château de Craffault                           | Plédran 48,446981° N, 2,784734° W             | Schloss              |                                                                            |      |
| Schloss Crénan Château de Crénan                                 | Le Fœil                                       | Schloss              |                                                                            |      |
| Schloss La Crochais Château de la Crochais                       | Beaussais-sur-Mer 48,562588° N, 2,081581° W   | Schloss              |                                                                            |      |
| Burg Dinan Château de Dinan                                      | Dinan 48,4503° N, 2,0448° W                   | Burg                 |                                                                            |      |
| Herrenhaus La Folinaye Manoir de la Folinaye                     | Hénanbihen 48,551738° N, 2,390018° W          | Schloss (Herrenhaus) |                                                                            |      |
| Schloss La Fontaine-Saint-Père Château de la Fontaine-Saint-Père | Quessoy 48,420169° N, 2,654083° W             | Schloss              |                                                                            |      |
| Herrenhaus Les Fossés Manoir des Fossés                          | Plélan-le-Petit 48,439534° N, 2,226815° W     | Schloss (Herrenhaus) |                                                                            |      |
| Schloss Galinée Château de Galinée                               | Saint-Cast-le-Guildo                          | Schloss              |                                                                            |      |
| Schloss La Garaye Château de la Garaye                           | Taden 48,474831° N, 2,053612° W               | Schloss              |                                                                            |      |
| Herrenhaus Garouët Manoir de Garouët                             | Yvignac-la-Tour                               | Schloss (Herrenhaus) |                                                                            |      |
| Schloss Geoffroy Baluçon Château de Geoffroy Baluçon             | Plessix-Balisson 48,53762° N, 2,14244° W      | Schloss              |                                                                            |      |
| Schloss Goëlo Château Goëlo                                      | Plélo 48,536521° N, 2,880242° W               | Schloss              |                                                                            |      |
| Schloss Goudemail Château de Goudemail                           | Lanrodec                                      | Schloss              |                                                                            |      |
| Herrenhaus La Grand’Cour Manoir de la Grand'Cour                 | Taden                                         | Schloss              |                                                                            |      |
| Schloss La Grand’Ville Château de la Grand'Ville                 | Bringolo 48,584521° N, 2,99121° W             | Schloss              |                                                                            |      |
| Schloss La Guérande Château de la Guérande                       | Hénanbihen                                    | Schloss              |                                                                            |      |
| Herrenhaus La Guérais Manoir de la Guérais                       | Beaussais-sur-Mer                             | Schloss (Herrenhaus) |                                                                            |      |
| Herrenhaus Le Guermain Manoir du Guermain                        | Le Fœil                                       | Schloss (Herrenhaus) |                                                                            |      |
| Burg Le Guildo Château du Guildo                                 | Créhen 48,63° N, 2,256667° W                  | Burg                 | Ruine                                                                      |      |
| Schloss Le Guillier Château du Guillier                          | Plédéliac 48,422394° N, 2,362179° W           | Schloss              |                                                                            |      |
| Burg Guingamp Château de Pierre II                               | Guingamp 48,559923° N, 3,150278° W            | Burg                 | Ruine                                                                      |      |
| Schloss La Guyomarais Château de La Guyomarais                   | Saint-Denoual 48,510399° N, 2,384796° W       | Schloss              |                                                                            |      |
| Schloss Hac Château de Hac                                       | Le Quiou 48,340894° N, 2,005944° W            | Schloss              |                                                                            |      |
| Herrenhaus La Houssaye Manoir de la Houssaye                     | Quessoy                                       | Schloss (Herrenhaus) |                                                                            |      |
| Schloss La Houssaye Château de la Houssaye                       | Quessoy 48,433671° N, 2,702057° W             | Schloss              |                                                                            |      |
| Burg La Hunaudaye Château de la Hunaudaye                        | Plédéliac 48,4728° N, 2,339° W                | Burg                 | Ruine                                                                      |      |
| Schloss Kéralio Château de Kéralio                               | Plouguiel 48,818182° N, 3,248397° W           | Schloss              |                                                                            |      |
| Herrenhaus Kerallic Manoir de Kerallic                           | Plestin-les-Grèves                            | Schloss (Herrenhaus) |                                                                            |      |
| Schloss Kéranno Château de Kéranno                               | Grâces 48,53868° N, 3,185745° W               | Schloss              |                                                                            |      |
| Schloss Kerbic Château de Kerbic                                 | Pommerit-le-Vicomte                           | Schloss              |                                                                            |      |
| Schloss Kerduel Château de Kerduel                               | Pleumeur-Bodou 48,76587° N, 3,49485° W        | Schloss              |                                                                            |      |
| Herrenhaus Kergouran Manoir de Kergouran                         | Mellionnec                                    | Schloss (Herrenhaus) |                                                                            |      |
| Schloss Kergrist Château de Kergrist                             | Ploubezre 48,663601° N, 3,434944° W           | Schloss              |                                                                            |      |
| Herrenhaus Kérisac Manoir de Kérisac                             | Plouisy                                       | Schloss (Herrenhaus) | Ruine                                                                      |      |
| Schloss Kermaria Château de Kermaria                             | Yvignac-la-Tour                               | Schloss              |                                                                            |      |
| Schloss Kermezen Château de Kermezen                             | Pommerit-Jaudy                                | Schloss              | Mit Kapelle St. Anne auf dem Schloss                                       |      |
| Schloss Kernabat Château de Kernabat                             | Plouisy 48,572007° N, 3,185756° W             | Schloss              |                                                                            |      |
| Herrenhaus Kervégan Manoir de Kervégan                           | Lannion 48,741721° N, 3,49403° W              | Schloss (Herrenhaus) |                                                                            |      |
| Herrenhaus Kerviziou Manoir de Kerviziou                         | Plestin-les-Grèves                            | Schloss (Herrenhaus) |                                                                            |      |
| Schloss Lancarré Château de Lancarré                             | Plestin-les-Grèves                            | Schloss              |                                                                            |      |
| Fort La Latte Fort la Latte                                      | Plévenon 48,668472° N, 2,284444° W            | Festung              | Diente im Film Die Wikinger (1958) als Kulisse                             |      |
| Herrenhaus Leslach Manoir de Leslach                             | Plestin-les-Grèves                            | Schloss (Herrenhaus) |                                                                            |      |
| Schloss Lesmaës Château de Lesmaës                               | Plestin-les-Grèves 48,64204° N, 3,652284° W   | Schloss              |                                                                            |      |
| Herrenhaus Lezormel Manoir de Lezormel                           | Plestin-les-Grèves                            | Schloss (Herrenhaus) |                                                                            |      |
| Burg und Schloss Limoëlan Châteaux de Limoëlan                   | Sévignac 48,3181° N, 2,3168° W                | Schloss              |                                                                            |      |
| Schloss Lorges Château de Lorges                                 | L’Hermitage-Lorge 48,3386° N, 2,8275° W       | Schloss              |                                                                            |      |
| Schloss Le Lorgerie Château du Lorgerie                          | Hénanbihen 48,556817° N, 2,383469° W          | Schloss              |                                                                            |      |
| Schloss Lozier Château de Lozier                                 | Plumaugat 48,240109° N, 2,267765° W           | Schloss              |                                                                            |      |
| Schloss Lysandré Château de Lysandré                             | Plouha 48,6592° N, 2,940828° W                | Schloss              |                                                                            |      |
| Schloss La Mallerie Château de la Mallerie                       | Beaussais-sur-Mer 48,559791° N, 2,104129° W   | Schloss              |                                                                            |      |
| Schloss Les Marais Château des Marais                            | Hillion 48,504509° N, 2,67144° W              | Schloss (Palais)     |                                                                            |      |
| Schloss Monchoix Château de Monchoix                             | Pluduno 48,524165° N, 2,260265° W             | Schloss              |                                                                            |      |
| Burg Montafilan Château de Montalifan (Montafilant)              | Corseul 48,485552° N, 2,190195° W             | Burg                 | Ruine                                                                      |      |
| Schloss Monterfil Château de Monterfil                           | Corseul 48,481888° N, 2,164837° W             | Schloss              |                                                                            |      |
| Schloss La Motte-Basse Château de la Motte-Basse                 | Le Gouray 48,320947° N, 2,476816° W           | Schloss (Palais)     |                                                                            |      |
| Burg La Motte-Broons Château de la Motte-Broons                  | Broons                                        | Burg                 | Abgegangen                                                                 |      |
| Schloss La Moussaye Château de La Moussaye                       | Plénée-Jugon                                  | Schloss              |                                                                            |      |
| Herrenhaus La Noë-Sèche Manoir de la Noë-Sèche                   | Le Fœil                                       | Schloss (Herrenhaus) |                                                                            |      |
| Templerburg La Nouée Commanderie du Temple de la Nouée           | Yvignac-la-Tour                               | Burg                 | Ruine                                                                      |      |
| Schloss Le Parc Château du Parc                                  | Saint-Jacut-du-Mené 48,283707° N, 2,457644° W | Schloss              |                                                                            |      |
| Festung Péran Camp de Péran                                      | Plédran 48,446666° N, 2,744722° W             | Burg                 | Wikingerfestung, abgegangen                                                |      |
| Schloss Perrien Château de Perrien                               | Lanrodec 48,482253° N, 3,024502° W            | Schloss              | Ruine                                                                      |      |
| Herrenhaus Plessix-Balisson Manoir de Plessix-Balisson           | Beaussais-sur-Mer                             | Schloss (Herrenhaus) |                                                                            |      |
| Herrenhaus Le Plessix-Madeuc Manoir du Plessix-Madeuc            | Corseul 48,469185° N, 2,163197° W             | Schloss              |                                                                            |      |
| Herrenhaus Le Plessix-Méen Manoir du Plessix-Méen                | Pluduno 48,500031° N, 2,276986° W             | Schloss (Herrenhaus) | Domäne und Hotel                                                           |      |
| Schloss Les Portes Château des Portes                            | Noyal 48,446278° N, 2,452574° W               | Schloss              |                                                                            |      |
| Herrenhaus Le Poull Manoir du Poull                              | Mellionnec                                    | Schloss (Herrenhaus) |                                                                            |      |
| Schloss Quintin Château de Quintin                               | Quintin 48,403017° N, 2,908705° W             | Schloss              |                                                                            |      |
| Schloss La Ravillais Château de la Ravillais                     | Beaussais-sur-Mer                             | Schloss              |                                                                            |      |
| Schloss Le Restmeur Château du Restmeur                          | Pommerit-le-Vicomte 48,626825° N, 3,115021° W | Schloss              |                                                                            |      |
| Schloss Robien Château de Robien                                 | Le Fœil 48,387038° N, 2,92673° W              | Schloss              |                                                                            |      |
| Schloss La Roche-Guéhennec Château de La Roche-Guéhennec         | Mûr-de-Bretagne 48,200833° N, 2,984722° W     | Schloss (Herrenhaus) |                                                                            |      |
| Schloss La Roche-Jagu Château de la Roche-Jagu                   | Ploëzal 48,7332° N, 3,1513° W                 | Schloss              |                                                                            |      |
| Herrenhaus La Rocherousse Manoir de La Rocherousse               | Quessoy                                       | Schloss (Herrenhaus) |                                                                            |      |
| Schloss Rosanbo Château de Rosanbo                               | Lanvellec 48,6256° N, 3,5528° W               | Schloss              |                                                                            |      |
| Schloss Saint-Aubin Château de Saint-Aubin                       | Plédéliac                                     | Schloss              |                                                                            |      |
| Schloss Saint-Cast Château de Saint-Cast                         | Saint-Cast-le-Guildo                          | Schloss              |                                                                            |      |
| Schloss Saint-Riveul Château de Saint-Riveul                     | Plénée-Jugon                                  | Schloss              |                                                                            |      |
| Schloss Les Salles Château des Salles                            | Guingamp 48,5583° N, 3,1564° W                | Schloss              |                                                                            |      |
| Schloss La Tandourie Château de la Tandourie                     | Corseul 48,501157° N, 2,184423° W             | Schloss              |                                                                            |      |
| Burg Tonquédec Château de Tonquédec                              | Tonquédec 48,669872° N, 3,395419° W           | Burg                 | Ruine                                                                      |      |
| Schloss La Touche-à-la Vache Château de la Touche-à-la Vache     | Créhen 48,521366° N, 2,196321° W              | Schloss              |                                                                            |      |
| Schloss La Touche-Trébry Château de la Touche-Trébry             | Trébry 48,356983° N, 2,571133° W              | Schloss              |                                                                            |      |
| Schloss Trégarantec Château de Trégarantec                       | Mellionnec 48,175416° N, 3,333814° W          | Schloss              |                                                                            |      |
| Schloss Le Val d’Arguenon Château du Val d'Arguenon              | Saint-Cast-le-Guildo                          | Schloss              |                                                                            |      |
| Herrenhaus Vaumadeuc Manoir de Vaumadeuc                         | Pléven 48,4883° N, 2,3311° W                  | Schloss (Herrenhaus) |                                                                            |      |
| Schloss La Vieuxville Château de la Vieuxville                   | Saint-Cast-le-Guildo                          | Schloss              |                                                                            |      |
| Herrenhaus La Ville-Aux-Veneurs Manoir de la Ville-Aux-Veneurs   | Trévé                                         | Schloss (Herrenhaus) |                                                                            |      |
| Herrenhaus La Ville Baslin Manoir de la Ville Baslin             | Plélo 48,52862° N, 2,929323° W                | Schloss (Herrenhaus) |                                                                            |      |
| Schloss La Ville-Davy Château de la Ville-Davy                   | Quessoy                                       | Schloss              |                                                                            |      |
| Schloss La Ville Huchet Château de la Ville Huchet               | Plouër-sur-Rance 48,522631° N, 2,006164° W    | Schloss              |                                                                            |      |
| Schloss La Villehelleuc Château de la Villehelleuc               | Hénanbihen 48,552877° N, 2,395929° W          | Schloss (Palais)     |                                                                            |      |
| Schloss La Villeneuve Château de la Villeneuve                   | Lanmodez 48,835137° N, 3,103333° W            | Schloss              |                                                                            |      |
| Schloss Yvignac Château de Yvignac                               | Yvignac-la-Tour 48,381694° N, 2,179831° W     | Schloss              | Ruine                                                                      |      |